# Уланово (Сумская область)
Уланово (укр. Уланове) — село, Улановский сельский совет, Глуховский район, Сумская область, Украина.
Является административным центром Улановского сельского совета, в который, кроме того, входят сёла Белая Береза, Бобылевка, Комаровка, Сидоровка и Червоная Заря.

## Географическое положение
Село Уланово находится на берегу реки Локня,
выше по течению на расстоянии в 3,5 км расположено село Коренек,
ниже по течению на расстоянии в 1,5 км расположено село Ястребщина.
Вокруг села много болот и заболоченных озёр.

## История
- С 1782 года Уланово — волостной центр. Улановская волость входила в состав Глуховского уезда Новгород-Северского наместничества, с 1796 года Малороссийской, а с 1802 года — Черниговской губернии Российской империи.

- В селе Уланово было две церкви — Успенская и Михайловская[2].
  - Священнослужители Успенской церкви:
    - 1886—1903 — священник Лука Калиновский
    - 1916 — священник Василий Попов

  - Священнослужители Михайловской церкви:
    - 1886 — священник Федор Гораин
    - 1916 — священник Дормидонт Шермеревич

Население по переписи 2001 года составляло 820 человек.

## Экономика
- Молочно-товарная и свино-товарная фермы.

## Объекты социальной сферы
- Школа.

## Известные люди
- Георгий Лукич Химич (1908—1994) — советский конструктор, член-корреспондент Академии наук СССР.
- Иван Прокофьевич Курятник (1919—1952) — Герой Советского Союза.